# Damian Hardung
Damian Hardung (* 7. září 1998) je německý herec.

## Život
Má dva bratry, Leona a Gabriela. Žije střídavě v Berlíně, Kielu, Trieru, Frankfurtu nad Mohanem a New Yorku. V současné době žije se svými rodiči Marikou a Alexem Hardungovými v Kolíně nad Rýnem. Hovoří plynně anglicky, francouzsky a čínsky.
Je sportovně nadaný, vyniká zejména ve fotbale, basketbalu, tenise, potápění, snowboardingu, skateboardingu a v týmovém sportu s diskem freesbie. Fotbal hrál v německé fotbalové asociaci mladých hráčů DFB – Kolín nad Rýnem. Podepsal dlouhodobý závazek fotbalovému klubu mladých Fortuna Kolín nad Rýnem ve skupině A, ale upřednostňuje svou hereckou kariéru.
Je i hudebně nadaný, hraje na klavír a bicí nástroje. Ve věku 14 let získal stipendium pro nadané děti v soukromé škole v New Yorku. Jako člen hereckého souboru Club der Roten Bänder získal německou hereckou cenu. Proslavil se postavou Jonase v americkém komediálním seriálu The Red Band Society. V roce 2016 byl nominován na televizní cenu Günthera Stracka za nejlepší dorostenecký herecký výkon v roli Jonase v seriálu Club der roten Bänder.

## Filmografie
- 2010: Der magische Umhang (krátký film) – role: Tobren
- 2011: Die Könige der Straße (krátký film) – role: Malte
- 2012: online – meine Tochter in Gefahr (TV) – role: Lars
- 2012: Transpapa – role: Christopher
- 2012: Unter Frauen – role: Alexander
- 2012: Die Holzbaronin (TV) – role: Alfred Brauer
- 2013: Clara und das Geheimnis der Bären – role: Thomas
- 2013: Mord in Eberswalde (TV) – role: Frank Fuhrmann
- 2015: Club der roten Bänder (TV seriál) – role: Jonas
- 2015: Frauen – role: Paul
- 2016: Der Hodscha und die Piepenkötter – role: Patrick
- 2016: SOKO Stuttgart (TV seriál) – role: David Engstrom
- 2018: Das schönste Mädchen der Welt – role: Rick
- 2018: CHIX - Back on Stage (TV film)
- 2019: Club der roten Bänder - Wie alles begann – role: Jonas Till Neumann
- 2019: The Name of the Rose (TV seriál) – role: Adso of Melk
- 2019: Jak prodávat drogy přes internet (rychle) (TV seriál) – role: Daniel Riffert
- 2019: Auerhaus – role: Hoeppner
- 2024: Maxton Hall The World Between Us  - role: James Beaufort